# Ханае Шибата
Ханае Шибата (јап. 柴田 華絵; 27. јул 1992) јапанска је фудбалерка.

## Репрезентација
За репрезентацију Јапана дебитовала је 2015.

## Статистика
| Јапан  | Јапан | Јапан |
| Год.   | Ута.  | Гол.  |
| ------ | ----- | ----- |
| 2015   | 1     | 0     |
| Укупно | 1     | 0     |